# Barbro Hörberg
Barbro Christel de Moine Hörberg Stenvinkel, född Hörberg den 9 september 1932 i Karl Johans församling i Göteborg, död den 30 april 1976 i Adolf Fredriks församling i Stockholm, var en svensk viskompositör och vissångerska samt revyskådespelare. 

## Biografi och karriär
Barbro Hörberg föddes i Göteborg som dotter till köpmannen Torsten Hörberg  och Signe, född Gustafsson. Hon gick i Kjellbergska flickskolan fram till 1949. Efter skolan var hon au-pair i Frankrike. Familjen bodde först på Allmänna vägen i Majorna och senare i Kålltorp. 1950 flyttade familjen till ett hus på Hermelinsvägen i Sävedalen i Partille.
Hon flyttade till Stockholm och studerade teater på bland annat Gösta Terserus teaterskola. Hon medverkade i produktioner av Povel Ramel, såsom hans första Knäpp upp-revy Akta huvet (1952) och Stig Olins filmregidebut I dur och skur (1953) följt av fler filmroller. Hon fick sedan kontakt med den danska vissångerskan Lulu Ziegler, som involverade henne i sin kabaretverksamhet på Hamburger Börs med bland andra Svenerik Perzon, Lars Forssell, Beppe Wolgers och Pär Rådström.
1965 var hon skild och omgift. 1966 flyttade hon med sin andre man Jan Stenvinkel till Paris. Där tog hon starkt intryck av den franska sångerskan Barbara (Monique Serf) och översatte vissa av hennes och andra franska sånger till svenska. Det gav henne också inriktningen att framträda som en banbrytande kvinnlig singer-songwriter-vissångerska på en annars helt mansdominerad svensk visscen under 1960-70-talen. Allt eftersom började hon skriva egna texter och musik, ofta med temat verklighet och varandra. Hon följde en medveten strävan att skapa texter med vardaglig form blandat med poesi utifrån ett kvinnligt perspektiv, inte sällan med en ton av vemod och humor.
Hon hann spela in sex LP-skivor, mestadels med eget material, och släppte sporadiska singlar och EP-skivor från 1959 till 1970 och hon blev ett framträdande namn inom svensk musik och underhållning. För Sveriges Radio skrev hon musikalen Ljudfesten och var en tid programledare för radioprogrammet Det ska vi fira. Hon var SKAP-stipendiat 1974. Hon gjorde även en del sånger för barn och program för barn på Sveriges Television och tillsammans med till exempel Georg Riedel och Bengt Hallberg över 300 föreställningar av uppsökande musikprogram på skolor. Hon eftersträvade dock att vända sig till en publik i alla åldrar. En del om detta samlade hon i boken Så kan du låta – för små och stora barn att leta, leka och lära i ljudvärlden (1973).

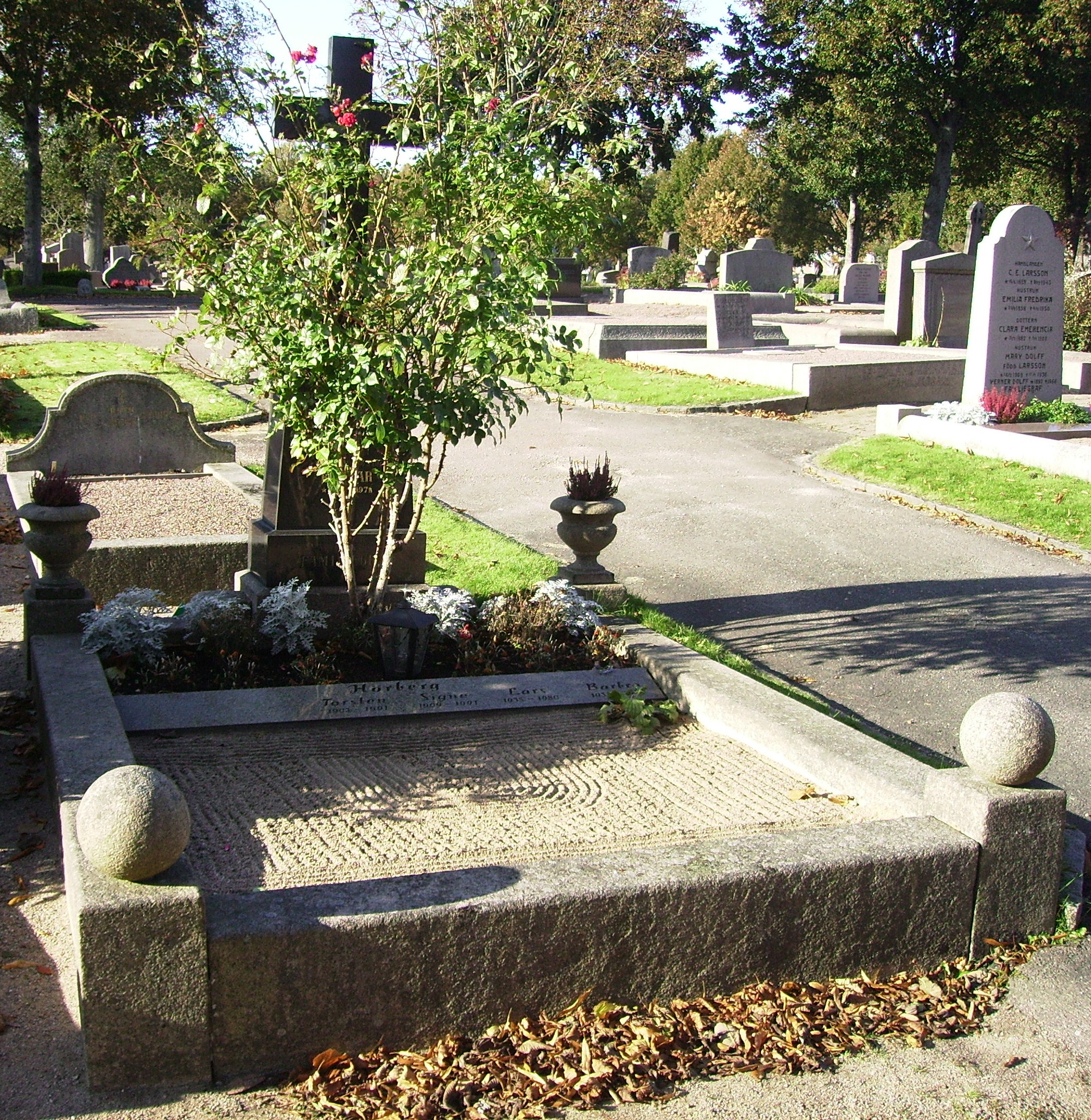
Barbro Hörbergs grav på Östra kyrkogården i Göteborg.

Stor uppmärksamhet väckte inte minst den Paris-inspirerade sången "Med ögon känsliga för grönt", som senare också har spelats in av bland andra Monica Zetterlund, Nannie Porres och Johan Johansson. År 2006 blev den åter aktuell som spår 5 på Gunilla Backmans album Nära mig. Barbro Hörberg skrev sånger med mera åt många kända svenska artister, bland andra Lill-Babs och Anni-Frid Lyngstad. Lars Berghagen och Evabritt Strandberg har också tolkat hennes sånger. Det har även under 2000-talet släppts hyllningsalbum där en mängd svenska artister hyllar Hörbergs sångskatt.
Barbro Hörberg var 1958–1965 gift med försäljningschefen Ulf Herrström (1932–2002). Sedan var hon från 1965 gift med konstnären Jan Stenvinkel (1933–1989). År 1970 adopterade paret dottern Liza från Sydkorea; hon finns nämnd i sången "Jag kan inte sova". Hörberg avled i bröstcancer 1976 och är begravd på Östra kyrkogården i Göteborg.
Barbro Hörberg blev 2016 invald i Swedish Music Hall of Fame.
I april 2017 utkom den första biografin om Hörberg, Barbro Hörberg - med ögon känsliga för grönt (Ordfront förlag), skriven av kulturjournalisten Alexandra Sundqvist, vilken 2019 även gjorde en P2-dokumentär.
En gata i Örgryte är uppkallad efter Hörberg.

## Diskografi (album)
- Barbro och sovdjuret (1969)
- Musik rätt och snett (1970)
- Med ögon känsliga för grönt (1973)
- Gamla älskade barn (1974)
- Gråt i gräset (1975)
- Rim, ramsor och fabler (Barnskiva, 1976)

## Musiktryck
- Barbro Hörberg. Lidingö: Frituna, 1972.

## Filmografi
- 1953 – I dur och skur
- 1953 – Marianne
- 1955 – Resa i natten
- 1969 – Godnattstunden med Barbro och sovdjuret (TV-serie)
- 1975 – Efter min näbb

Våren 2014 visades Benjamin Wolffs dokumentärfilm Med ögon känsliga för grönt – Barbro Hörberg i SVT.

## Teater och revy

### Roller
| År   | Roll        | Produktion                                | Regi               | Teater                     |
| ---- | ----------- | ----------------------------------------- | ------------------ | -------------------------- |
| 1952 | Medverkande | Knäppupp I - Akta huvet, revy Povel Ramel | Per-Martin Hamberg | Lorensbergs Cirkus/ Folkan |

## Priser och utmärkelser
- 2016 – Invald i Swedish Music Hall of Fame [11]

### Fotnoter
1. ↑  Barbro Hörberg - Svensk Filmdatabas
2. ↑  ”Barbro Hörberg sjöng för de svaga och utsatta. Svenska öden, läst 4 juni 2023.”. https://www.odenochaventyr.se/artiklar/barbro-horberg-sjong--for-de-svaga-och-utsatta/.
3. ↑  GT (1958-09-07) Söndagstidningen, sid:12 ( [inloggning kan krävas] kan endast läsas på vissa bibliotek)
4. 1 2  ”Barbro Hörberg: Med ögon känsliga för grönt”. gp.se/kultur. 22 augusti 2023. https://www.gp.se/kultur/barbro-horberg-med-ogon-kansliga-for-gront.4ed62fc1-40df-4ea5-aeb9-1d70d460ab03.  ”ursprungligen publicerad 2017-04-02”
5. ↑  Alexandra Sundqvist. ”Barbro Christel Hörberg”. Svenskt kvinnobiografiskt lexikon. https://www.skbl.se/sv/artikel/BarbroHorberg. Läst 27 december 2018.
6. ↑  ”Hörberg Stenvinkel, Barbro Christel”. svenskagravar.se. Arkiverad från originalet den 17 maj 2021. https://web.archive.org/web/20210517012628/https://www.svenskagravar.se/gravsatt/90442597. Läst 19 maj 2025.
7. ↑  ”2016 ÅRS INVALDA i hall of fame”. Swedish Music Hall of Fame. 11 februari 2016. Arkiverad från originalet den 7 mars 2016. https://web.archive.org/web/20160307113840/https://smhof.se/sv-se/about/whats%20new/pressmeddelande%2016-02-11. Läst 24 februari 2016.
8. ↑  Alexandra Sundqvist (16 mars 2019). ”Barbro Hörberg – med ögon känsliga för grönt”. SR P2. https://www.sverigesradio.se/avsnitt/barbro-horberg-med-ogon-kansliga-for-gront. Läst 19 maj 2025.
9. ↑  ”Nu börjar det byggas i Örgryte på radio-tvhusets tomt”. P4 Göteborg. 16 oktober 2014. http://sverigesradio.se/sida/artikel.aspx?programid=104&artikel=5992408. Läst 24 mars 2016.
10. ↑  ”TV-dags 11 april 2014, "Med öron känsliga för Barbro Hörberg"”. Arkiverad från originalet den 26 april 2014. https://web.archive.org/web/20140426232712/http://tvdags.se/artikel/med-oron-kansliga-for-barbro-horberg. Läst 26 april 2014.
11. ↑  ”Barbro Hörberg”. Swedish Music Hall of Fame. https://smhof.se/hall-of-fame/barbro-horberg/. Läst 27 februari 2020.